# Pine Lakes
Pine Lakes és una concentració de població designada pel cens dels Estats Units a l'estat de Florida. Segons el cens del 2000 tenia 755 habitants.

## Demografia
Segons el cens del 2000, Pine Lakes tenia 755 habitants, 282 habitatges, i 205 famílies. La densitat de població era de 188,1 habitants/km².
Dels 282 habitatges en un 34,4% hi vivien nens de menys de 18 anys, en un 48,9% hi vivien parelles casades, en un 13,5% dones solteres, i en un 27% no eren unitats familiars. En el 20,6% dels habitatges hi vivien persones soles el 10,3% de les quals corresponia a persones de 65 anys o més que vivien soles. El nombre mitjà de persones vivint en cada habitatge era de 2,68 i el nombre mitjà de persones que vivien en cada família era de 2,94.
Per edats la població es repartia de la següent manera: un 27,9% tenia menys de 18 anys, un 8,3% entre 18 i 24, un 27,5% entre 25 i 44, un 22,1% de 45 a 60 i un 14% 65 anys o més.
L'edat mediana era de 36 anys. Per cada 100 dones de 18 o més anys hi havia 104,5 homes.
La renda mediana per habitatge era de 28.333 $ i la renda mediana per família de 26.250 $. Els homes tenien una renda mediana de 28.194 $ mentre que les dones 23.889 $. La renda per capita de la població era d'11.232 $. Entorn del 29,5% de les famílies i el 32,4% de la població estaven per davall del llindar de pobresa.

## Poblacions més properes
El següent diagrama mostra les poblacions més properes.